# Алессандро Мурджа
Алессандро Мурджа (італ. Alessandro Murgia, нар. 9 серпня 1996, Рим) — італійський футболіст, півзахисник клубу СПАЛ і молодіжної збірної Італії.
Володар Суперкубка Італії з футболу. 

## Клубна кар'єра
Народився 9 серпня 1996 року в Римі. Вихованець юнацьких команд клубу «Коломбо». 2012 року перейшов до клубної системи «Лаціо».
У дорослому футболі дебютував 2016 року виступами за основну команду клубу «Лаціо», кольори якої захищає й донині. Володар Суперкубка Італії 2017 року. У грі за цей трофей проти «Ювентуса» вийшов на заміну на 80-й хвилині, а на третій доданій до основного часу гри хвилині став автором вирішального голу, встановивши остаточний рахунок 3:2 на користь «Лаціо».
На початку 2019 року був орендований клубом СПАЛ, який за півроку уклав з гравцем повноцінний контракт.

## Виступи за збірні
2014 року дебютував у складі юнацької збірної Італії, взяв участь у 10 іграх на юнацькому рівні.
З 2017 року залучається до складу молодіжної збірної Італії.

## Статистика виступів

### Статистика клубних виступів
| Сезон             | Команда           | Чемпіонат         | Чемпіонат | Чемпіонат | Національний кубок | Національний кубок | Національний кубок | Континентальні кубки | Континентальні кубки | Континентальні кубки | Інші змагання | Інші змагання | Інші змагання | Усього | Усього |
| Сезон             | Команда           | Ліга              | Ігор      | Голів     | Ліга               | Ігор               | Голів              | Ліга                 | Ігор                 | Голів                | Ліга          | Ігор          | Голів         | Ігор   | Голів  |
| ----------------- | ----------------- | ----------------- | --------- | --------- | ------------------ | ------------------ | ------------------ | -------------------- | -------------------- | -------------------- | ------------- | ------------- | ------------- | ------ | ------ |
| 2016–17           | «Лаціо»           | A                 | 14        | 2         | КІ                 | 4                  | 0                  | -                    | -                    | -                    | -             | -             | -             | 18     | 2      |
| 2017–18           | «Лаціо»           | A                 | 16        | 0         | КІ                 | 1                  | 0                  | ЛЄ                   | 9                    | 1                    | СІ            | 1             | 1             | 27     | 2      |
| 2018-січ. 2019    | «Лаціо»           | A                 | 1         | 0         | КІ                 | 0                  | 0                  | ЛЄ                   | 3                    | 0                    | -             | -             | -             | 4      | 0      |
| Усього за «Лаціо» | Усього за «Лаціо» | Усього за «Лаціо» | 31        | 2         |                    | 5                  | 0                  |                      | 12                   | 1                    |               | 1             | 1             | 49     | 4      |
| січ.-черв. 2019   | СПАЛ              | A                 | 16        | 0         | КІ                 | 0                  | 0                  | -                    | -                    | -                    | -             | -             | -             | 16     | 0      |
| Усього за кар'єру | Усього за кар'єру | Усього за кар'єру | 47        | 2         |                    | 5                  | 0                  |                      | 12                   | 1                    |               | 1             | 1             | 65     | 4      |